# Tveitanbakken
Tveitanbakken er et anlæg for skihop i Norge, beliggende ved Heddal i Notodden kommune (Telemark). Anlægget har en normalbakke med K-punkt 90 meter (bakkestørrelse 100 meter) og tre mindre bakker med størrelser K40, K15 og K8. Anlægget ejes af Heddal IL.
Den første bakke i området blev bygget i 1946 og taget ud af brug ca. 1953. I 1985 blev den nye bakke officielt åbnet efter at have været i brug et år. Denne bakke blev så bygget om i 1993 og 2002-2003. Norgescuppen er flere gange blevet arrangeret i Tveitanbakken, og desuden normalbakke-skihop under NM på ski i 2006. I december 2007 og februar og december 2009 blev konkurrencer under kontinentalcuppen i skihop for kvinder og FIS-cuppen for mænd arrangeret her.
Bakkerekorden på normalbakken (K90) er 103 meter og indehaves af Rune Velta (Norge) siden den 13. februar 2009 og af Jörg Ritzerfeld (Tyskland) siden den 18. desember 2009, begge under FIS-cuppen. K40- og K15-bakkerne har bakkerekorder på henholdsvis 43,5 meter (Svein Gjørand Nordbø) og 16 meter (Stig Kasin). Damernes rekord på 102,5 m indehaves af Daniela Iraschko (Østrig) siden den 14. februari 2009.